# Piazza Matteotti (Genova)

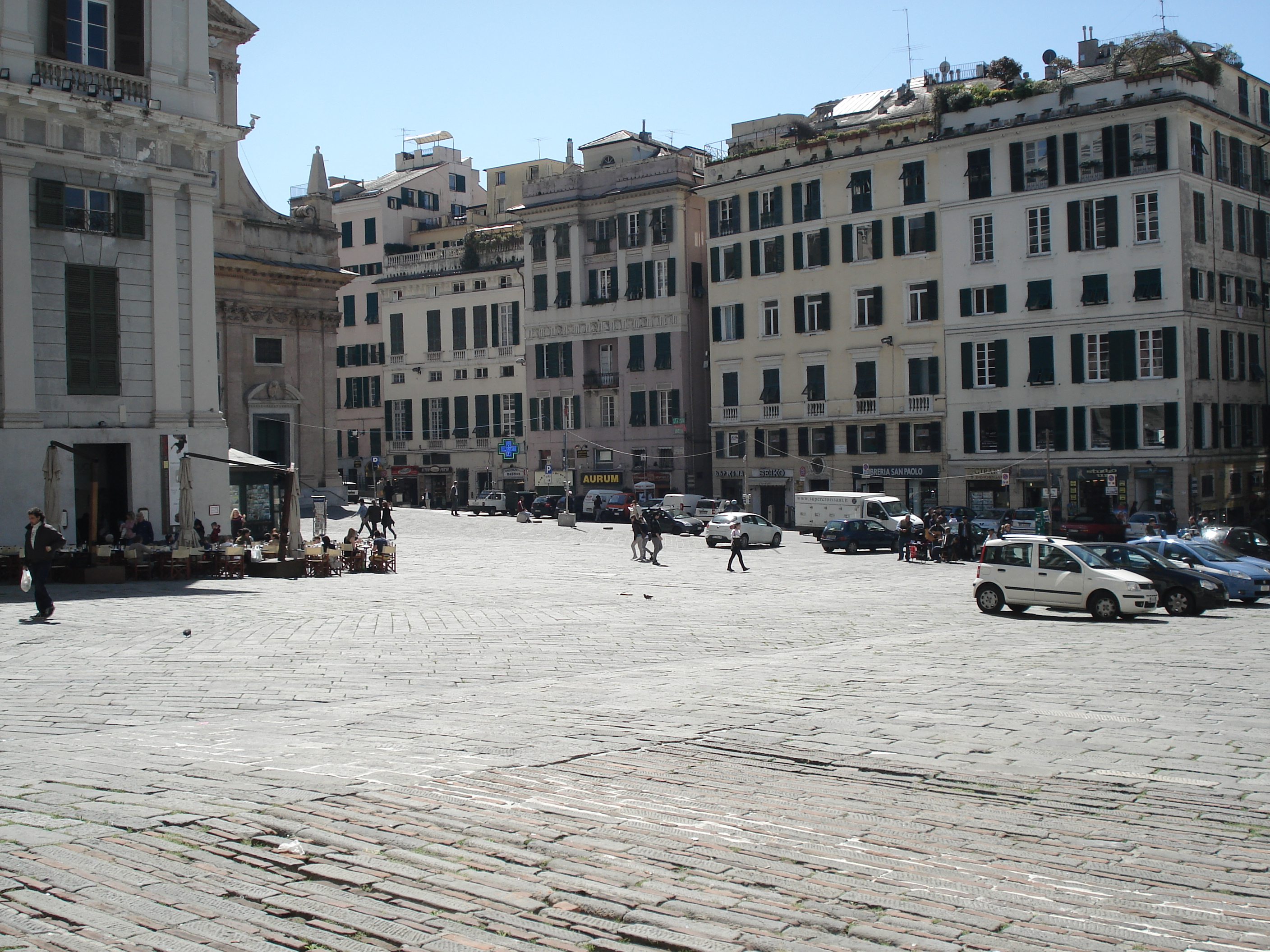
Piazza Matteotti vista dall'ingresso di Palazzo Ducale

Piazza Matteotti è una delle principali piazze di Genova. Situata accanto a piazza De Ferrari, si trova al limitare del centro storico e a poche decine di metri di distanza della cattedrale di San Lorenzo. Su di essa si affacciano il Palazzo Ducale, la chiesa del Gesù e il palazzo dell'arcivescovado.

## Descrizione

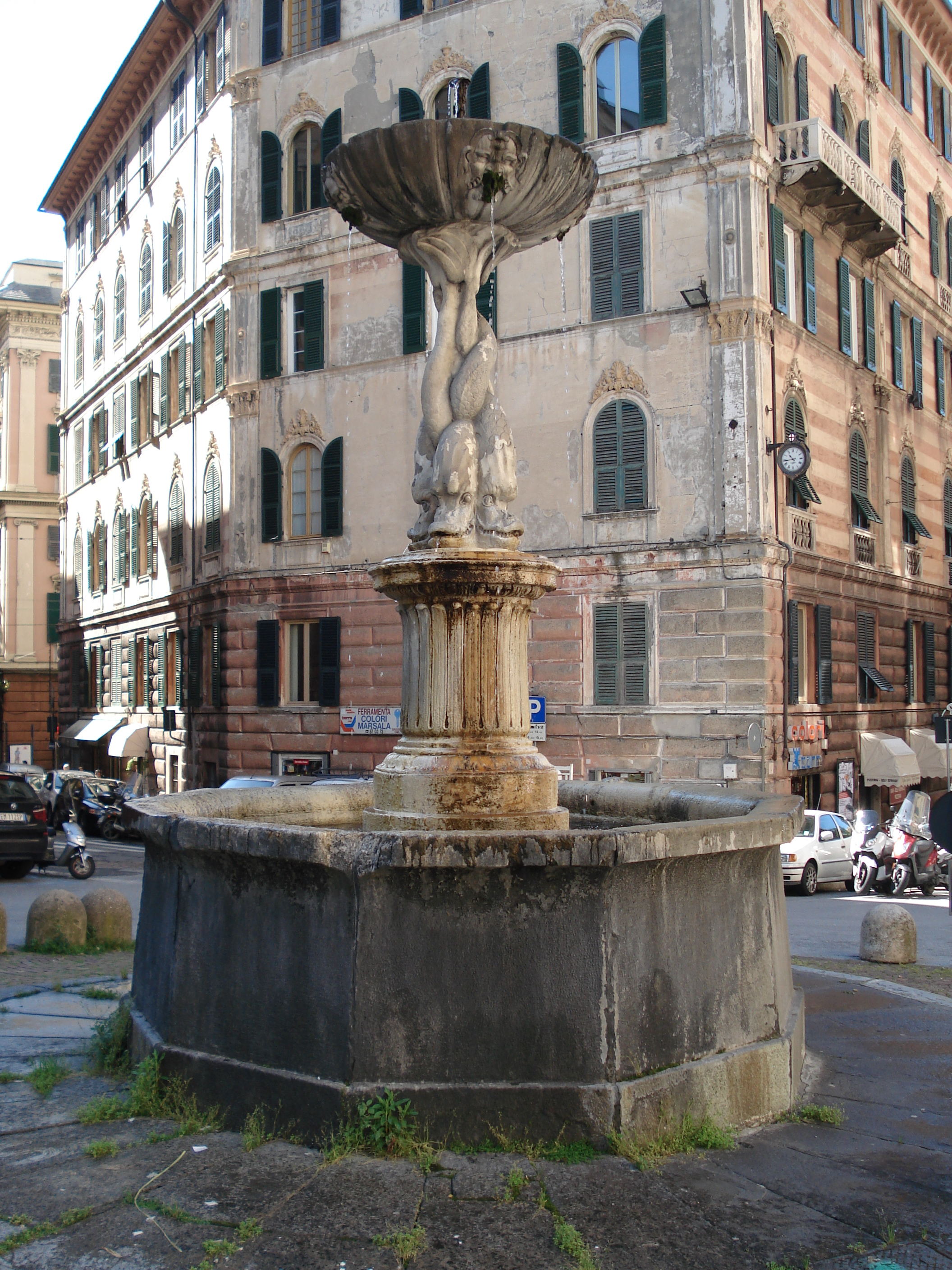
La fontana di piazza Marsala, che un tempo si trovava in piazza Matteotti

Piazza Matteotti è una delle principali piazze di Genova. È situata nel sestiere del molo al limitare del centro storico della città. La piazza ha una forma a T, il cui lato nord è circondato dalle ali laterali del Palazzo Ducale, il cui ingresso principale si apre sulla piazza. A nord ovest, accanto al palazzo della Curia arcivescovile, parte via San Lorenzo che conduce all'omonima cattedrale, mentre a sud est via di Porta Soprana fiancheggia la chiesa del Gesù e permette di raggiungere l'antica porta di accesso delle mura cittadine. A est la corta via Pietro Boetto collega la piazza con l'adiacente piazza De Ferrari, punto di riferimento della città, mentre ad ovest la stretta Salita Pollaioli si addentra tra le case del centro storico.

Il lato ovest della piazza è zona a traffico veicolare limitato mentre la restante parte, pedonale, ospita periodicamente fiere e mercatini.

## Storia
La zona dell'attuale piazza Matteotti era abitata in epoca romana, come testimonia il ritrovamento durante alcune campagne di scavo a partire dal 1975 di una domus romana risalente al I secolo a.C. La villa subì alcune modifiche durante il I e il III secolo d.C. e fu probabilmente usata fino al VII secolo. Negli scavi è stata anche ritrovata un'epigrafe dedicata alla Fortuna Redux, probabilmente appartenente a qualche edificio o monumento religioso esistente in zona in epoca romana.
La piazza fu originariamente creata nel 1527 spianando l'area che si trovava tra il lato meridionale del Palazzo Ducale, al tempo chiuso dal corpo di fabbrica della "cortina", e il Carrubeus Ferrariorum, dove avevano sede diverse botteghe di ferrari e calderari. Lo spiazzo così creatosi prese il nome di "piazza Nuova di Ferreria" ed era dotato di portici sotto i quali trovavano posto botteghe e banchetti. Nella piazza si trovava anche una fontana, che in seguito venne trasferita di fronte alla chiesa di San Domenico; 

La piazza assunse l'odierna forma a T negli anni 40 del XIX secolo quando fu demolita la "cortina" che chiudeva le ali laterali del Palazzo Ducale. Agli inizi del XX secolo fu ribattezzata Piazza Umberto I in onore del re d'Italia ma nel 1944 il governo della Repubblica di Salò stabilì di rinominarla Piazza Ettore Muti. Solo un anno più tardi la piazza cambiò di nuovo nome venendo così infine intotolata al politico socialista Giacomo Matteotti.

## Architetture

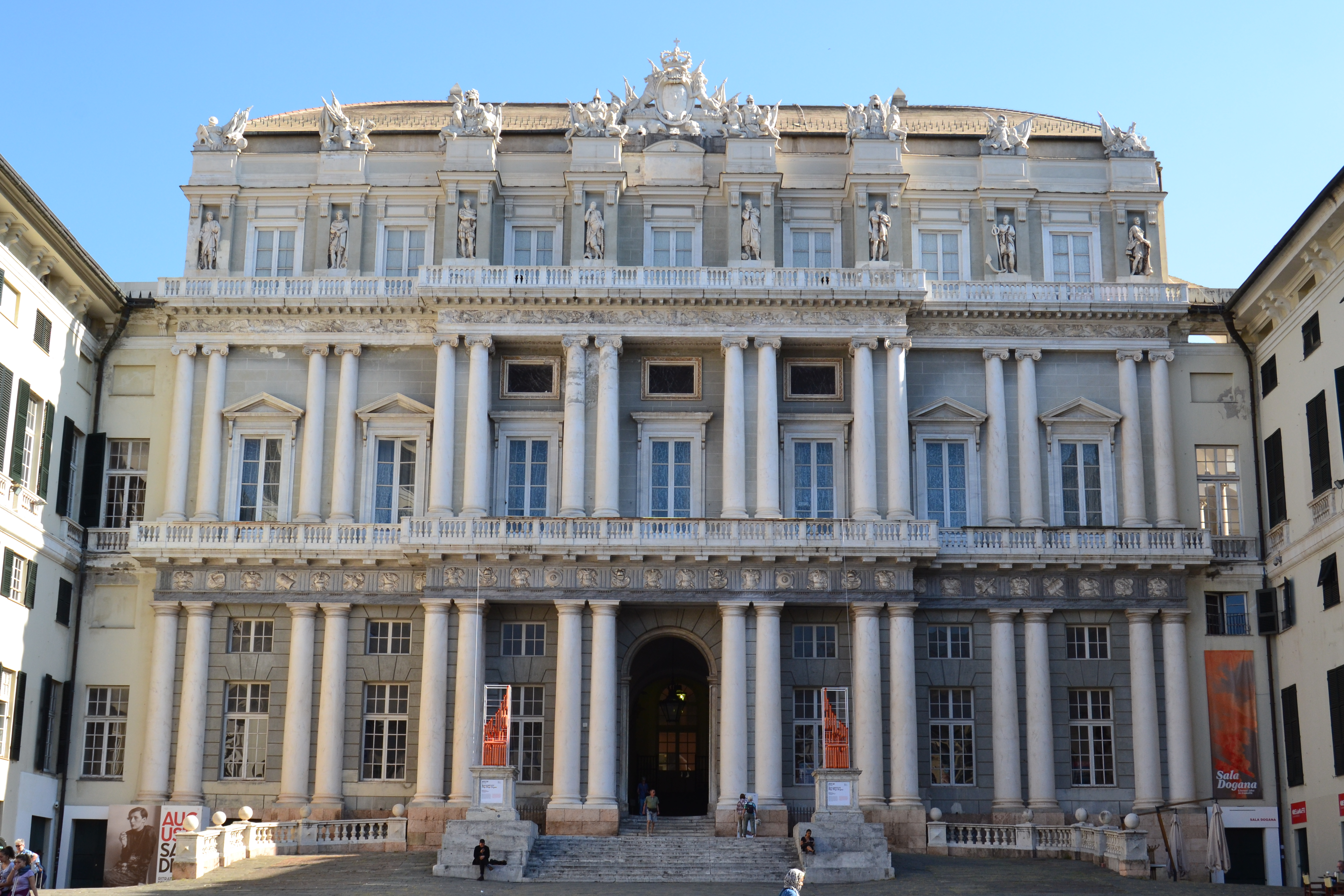
Palazzo Ducale vista da piazza Matteotti.

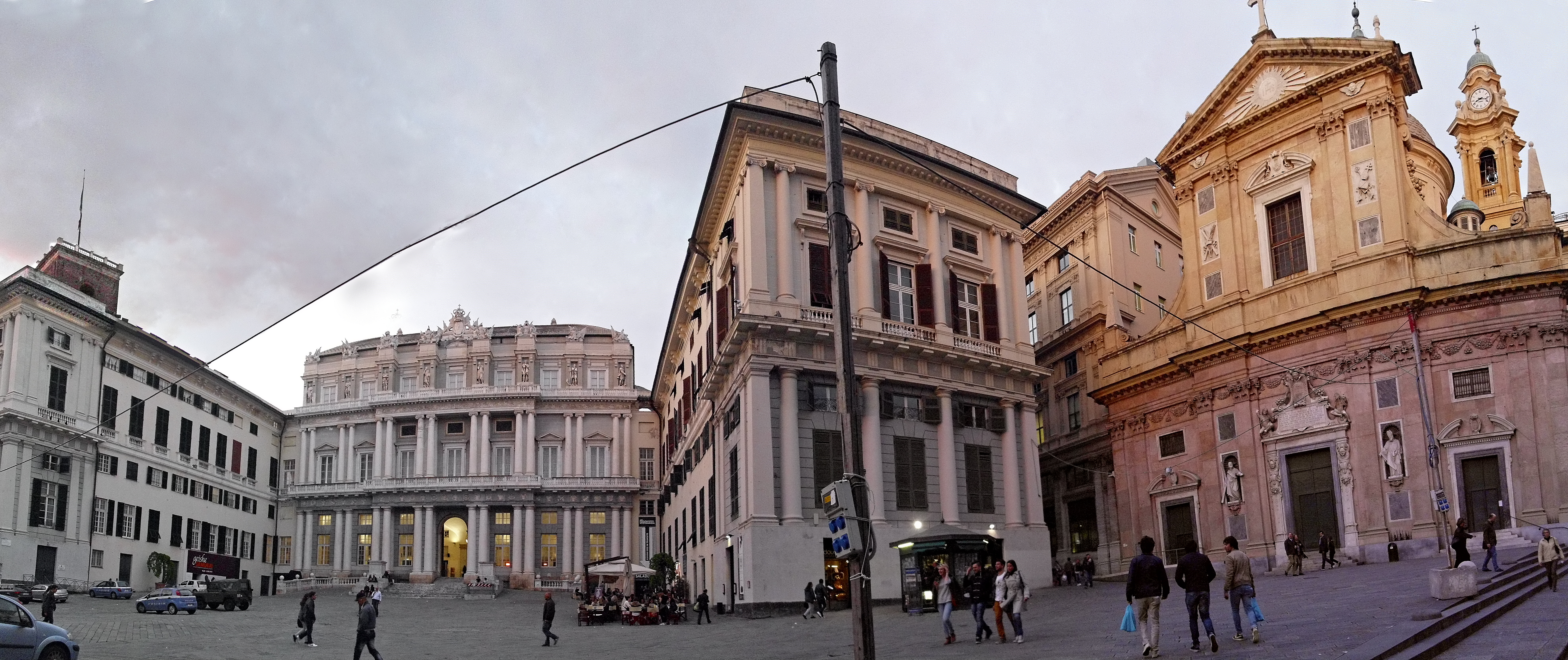
Piazza Matteotti: sulla sinistra palazzo Ducale, sulla destra la facciata della chiesa del Gesù.

- Palazzo Ducale: l'intero lato a nord est della piazza è occupato dal Palazzo Ducale, un tempo sede del doge e del governo della Repubblica di Genova. La facciata neoclassica, al cui centro si apre l'ingresso principale del palazzo, fu realizzata nel 1778 dall'architetto Simone Cantoni dopo che l'anno precedente un incendio aveva danneggiato i piani superiori dell'edificio e la facciata stessa. Le ali laterali, che cingono la piazza, furono invece modificate nel 1861 dall'ingegner Ignazio Gardella senior
- Chiesa del Gesù: sul lato sud est della piazza si affaccia la Chiesa del Gesù e dei Santi Ambrogio e Andrea, comunemente detta semplicemente Chiesa del Gesù. L'edificio fu realizzato nelle forme attuali nel 1569, anche se la facciata risale al XIX secolo. All'interno sono conservate opere di Rubens, Domenico Piola, Giovanni Carlone e Giovanni Battista Carlone
- Palazzo Arcivescovile: a nord, con l'accesso in corrispondenza dell'inizio di Via Tommaso Reggio, si trova il Palazzo Arcivescovile. L'edificio fu costruito intorno al 1530 su disegno dell'architetto Domenico Caranca e inizialmente aveva l'accesso principale dalla vicina Salita dell'Arcivescovado. L'ingresso principale fu spostato su Piazza Matteotti verso la metà del XIX secolo in seguito alla demolizione della cortina che chiudeva le ali laterali del Palazzo Ducale. In seguito ai danneggiamenti subiti durante la Seconda Guerra Mondiale l'edificio fu ricostruito e sopraelevato raggiungendo l'aspetto odierno. All'interno è notevole una sala con affreschi di Luca Cambiaso.[5][6]